# Mireille Darc
Mireille Darc (født 15. maj 1938, død 28. august 2017) var en fransk model og skuespillerinde. Hun er nok bedst kendt for sin medvirken i filmen Le Grand Blond avec une chaussure noire (Den høje lyse mand med en sort sko) fra 1972.